# Banca Nazionale dell'Agricoltura
La Banca Nazionale dell'Agricoltura o BNA fu una banca italiana esistita dal 1921 al 2000.

## Storia
La Banca Nazionale dell'Agricoltura fu costituita nel 1921 a Milano dal conte Giovanni Armenise (cui, alla morte, succedette il nipote Giovanni Auletta Armenise, presidente dell'istituto fino al 1995); nel 1938 la sede fu spostata a Roma e fu autorizzata a operare nel campo del credito agrario sia di esercizio sia di miglioramento.
Nel 1977 la BNA era la decima banca italiana per raccolta.
Nel 2000 avvenne la fusione per incorporazione nella Banca Antoniana Popolare Veneta, poi Banca Antonveneta, a sua volta confluita prima in ABN AMRO e poi nel Monte dei Paschi di Siena.

## Attentato dinamitardo del 12 dicembre 1969
Il nome della Banca Nazionale dell'Agricoltura è legato alla strage di piazza Fontana, un attentato terroristico avvenuto in una filiale dell'istituto nel centro di Milano: ivi un ordigno esplose il 12 dicembre 1969 alle 16:37 uccidendo diciassette persone (quattordici immediatamente) e ferendone altre ottantotto.